# Maria Theresia von Paradis
Maria Theresia von Paradis, także von Paradies (ur. 15 maja 1759 w Wiedniu, zm. 1 lutego 1824 tamże) – austriacka niewidoma kompozytorka i pianistka.

## Życiorys
Jej ojcem był Josef von Paradis, radca dworu Marii Teresy. W wieku 5 lat straciła wzrok. Uczyła się u Leopolda Koželuha (fortepian), Vincenzo Righiniego (śpiew), Antonio Salieriego (śpiew, kompozycja), Georga Josepha Voglera (kompozycja) i Carla Fribertha (teoria). W latach 1783–1786 odbyła podróż koncertową po Europie, koncertując w Austrii, Francji, Niemczech, Belgii i Anglii. W Salzburgu spotkała Mozarta, który napisał dla niej koncert. Po powrocie do Wiednia nadal koncertowała, organizując w swoim salonie koncerty niedzielne. W 1808 roku założyła szkołę muzyczną dla dziewcząt. 

## Twórczość
Obdarzona była doskonałym słuchem i pamięcią muzyczną, zaś jej przyjaciel Johann Riedinger opracował specjalnie dla niej system notacji muzycznej. Komponowała popularne ówcześnie utwory fortepianowe, pieśni i dzieła sceniczne w gatunku singspielu. Większość jej utworów zaginęła. Skomponowała m.in. melodramat Ariadne und Bacchus (libretto Johann Riedinger, wyst. Wiedeń 1791), singspiel Der Schulkandidat (libretto Johann Riedinger (?), wyst. Wiedeń 1792), operę komiczną Rinaldo und Alcine, Die Insel der Verführung (libretto Ludwig von Baczko, wyst. Praga 1797), 2 koncerty fortepianowe (g-moll i C-dur), Sonatę na fortepian, skrzypce i wiolonczelę (1800), 12 italienische Kanzonetten (1790), ponadto utwory fortepianowe, pieśni, kantaty.